# Nancy Aptanik
Nancy Aptanik (1959) é uma artista Inuit conhecida pelas suas esculturas em pedra e trabalhos têxteis.
O seu trabalho está incluído nas coleções da Winnipeg Art Gallery e do Penn Museum, em Filadélfia.